# Carlos Maximiliano
Carlos Maximiliano Pereira dos Santos (São Jerônimo, 24 de abril de 1873 — Rio de Janeiro, 2 de janeiro de 1960) foi um político, jurista e magistrado brasileiro. Entre outros cargos, foi deputado federal, ministro da Justiça, procurador-geral da República e ministro do Supremo Tribunal Federal.

## Biografia
Filho de Acelino do Carmo Pereira dos Santos e Rita de Cássia Pereira dos Santos, Carlos Maximiliano cursou o ensino básico em Porto Alegre e formou-se em direito na Faculdade Livre de Direito de Belo Horizonte em 1898. Trabalhou em várias comarcas do Rio Grande do Sul. Foi eleito deputado federal nas legislaturas de 1911-1914 e 1919-1923 pelo Rio Grande do Sul.
Foi ministro da Justiça e Negócios Interiores no Governo Venceslau Brás, durante a Primeira Guerra Mundial. Organizou, entre vários serviços, o alistamento militar, o processo eleitoral, o ensino secundário e superior. Incentivou a criação do Código Civil Brasileiro.
Também ocupou interinamente o ministério da Agricultura, Indústria e Comércio, de 19 de janeiro a 5 de outubro de 1917.
Foi consultor-geral da República, de 17 de novembro de 1932 a 15 de novembro de 1933, consultor jurídico do Ministério da Justiça e depois procurador-geral da República, em 1934, exercendo até 1936. Foi nomeado ministro do STF em 22 de abril de 1936.

## Obras
- Comentários à Constituição Brasileira de 1891 (3v., 1918)
- Hermenêutica e Aplicação do Direito (1925)
- Direito das Sucessões (3v.,1937)
- Condomínio: terras, apartamentos e andares perante o Direito (1944).
- Direito intertemporal ou Teoria da retroatividade das leis (1.946)